# Ettore Secondino Albergante
Ettore Secondino Albergante (Omegna, 1614 – Como, 10 ottobre 1698) è stato un presbitero, poeta e musicista italiano.

## Biografia
Nato a Omegna a inizio 1600, insegnò lettere nel seminario di S. Giulio d'Orta fino al 1635 e poi, recatosi a Roma, si laureò in entrambe le leggi (civile e canonica) e in Sacra Teologia. Intorno al 1638 era docente di lettere a Novara. In seguito, trasferitosi a Roma, divenne segretario del cardinale Pallotta e poi dell'arcivescovo Pichi di Amalfi. Infine, richiamato nel nord Italia dal vescovo conte Tornielli, venne nominato visitatore episcopale della Diocesi di Como. Successivamente, sotto i vescovi Caraffino e Torriano fu segretario episcopale e pro-vicario generale diocesano. Nel 1655 fondò a Como l'Accademia dei Veloci, col motto "rapidi sub lumine". Nel 1669 istituì il Monte Vergine, un istituto di pietà per la cura degli anziani e degli infermi. Morì il 10 ottobre del 1698.

## Opere
- Il Triumvirato Fanciullesco. Napoli, 1649.
- Canzonette spirituali. Napoli 1654.
- De politia et nitore ecclesiastico. Novara, 1649.
- Problema accademico sopra la musica. Como, 1656.
- Il disinganno, discorso controversale e politico sopra la dichiaratione del clero gallicano della potestà ecclesiastica. Milano, 1688.